# Jeju (cidade)
Jeju (em coreano: hangul: 제주시; hanja: 濟州市; romaniz.: Jeju-si) ou Cheju é uma cidade da Coreia do Sul, capital da província de Jeju (em coreano: hangul: 제주도; hanja: 濟州道; romaniz.: Jeju-do). O nome Cheju vem da anterior forma de transliteração (sistema de McCune-Reischauer): Cheju-shi.
Jeju é uma estância turística famosa pelos seus cassinos.

## Cidades-irmãs
Jeju possui oito cidades-irmãs:
- Wakayama, Japão
- Beppu, Japão
- Xangai, China
- Guilin, China
- Yangzhou, China
- Kunshan, China
- Las Vegas, Estados Unidos
- Santa Rosa, Estados Unidos
- Ecatepec de Morelos, México